# Phragmolites
Genre
Synonymes
- † Conradella Ulrich and Scofield, 1897[2]

Espèce
Synonymes
- †Conradella compressus,
- †Cyrtolites compressus
- †Conradella similis Ulrich and Scofield 1897,
- †Phragmolites similis Ulrich and Scofield 1897

Espèces de rang inférieur
- vingt-et-une espèces : voir #Espèces
- espèce type : †Phragmolites compressus, Conrad, 1838

Phragmolites est un genre fossile de mollusques préhistoriques, au classement incertain (gastéropodes ou monoplacophores) mais de la super-famille des Bellerophontoidea et de la famille des Bucaniidae. Les espèces apparaissent à l'Ordovicien et disparaissent au Silurien.

## Espèces
Selon Paleobiology Database en 2023, les espèces référenc"es sont au nombre de vingt-une :
- †Phragmolites bellulus, Ulrich and Scofield 1897
- †Phragmolites cellulosus, Ulrich and Scofield 1897
- †Phragmolites compressus Conrad 1838 (espèce type),
- †Phragmolites desideratus, Billings 1866
- †Phragmolites dyeri, Hall 1872
- †Phragmolites elegans, Miller 1874
- †Phragmolites excavatus, Koken and Perner 1925
- †Phragmolites fimbriata, Ulrich and Scofield 1897
- †Phragmolites girvanensis, Reed 1921
- †Phragmolites huoliensis, Endo 1935
- †Phragmolites hyperboreus, Troedsson 1928
- †Phragmolites imbricata, Meek and Worthen 1868
- †Phragmolites lindstroemi, Koken and Perner 1925
- †Phragmolites multinotatus, Bradley 1930
- †Phragmolites obliquus, Ulrich and Scofield 1897
- †Phragmolites pannosus, Billings 1866
- †Phragmolites phaecus, Öpik 1953
- †Phragmolites sladensis, Reed 1921
- †Phragmolites slawsoni, Hussey 1926
- †Phragmolites suarezi, Fischer 1969
- †Phragmolites triangularis, Ulrich and Scofield 1897[3]

P. elegans Miller 1874 (synonymes Conradella elegans, Cyrtolites elegans) provient de terrains de l'Ordovicien situés dans le district de Mount Auburn, à Cincinnati dans l'Ohio.

### Ouvrages
- (en) E. O. Ulrich et W. H. Scofield, The Lower Silurian Gastropoda of Minnesota. In: Ulrich E. O., Scofield W. H., Clarke J. M. & Winchell N. H. The Geological and Natural History Survey of Minnesota, volume 3(2), Harrison and Smith, Minneapolis, 48 plates. Pages 813-1081, plates 61-82. Bucaniidae on page 849, 1897. .

### Publication originale
- (en) T. A. Conrad, Report on the palaeontological department of the survey, vol. 2, coll. « New York Geological Survey, Annual Report », 1838, 107-119 p.